# Liveland Raspberry
Liveland Raspberry es una variedad cultivar de manzano (Malus domestica).
Una variedad de manzana que se originó en la provincia báltica de "Lievland" (Lituania) antes de mediados del siglo XIX. Las frutas tienen una pulpa de color blanca, a veces con manchas rojas debajo de la piel, con textura de grano fino, tierno y muy jugoso y aromático con un ligero sabor a frambuesa. Tolera las zonas de rusticidad según el departamento USDA, de nivel 4.

## Sinonimia
- "Framboise de Livonie",
- "Himbeerapfel Lievlander",
- "Himbeerapfel Livlander",
- "Lieflander Himbeer Apfel",
- "Lieflander Humbeer Apfel",
- "Lieflander Weisse Himbeer",
- "Lievland Raspberry",
- "Livland Raspberry",
- "Lowland Raspberry",
- "Red Cheek".

## Historia
'Liveland Raspberry' variedad de manzana que se originó en la provincia báltica de "Lievland" (Lituania) antes de mediados del siglo XIX, donde fue cultivada por el Sr. Gögginger y le dio el nombre de 'Malinovskoe Lievlandskoe'. Fue introducido en los Estados Unidos en la década de 1860 por el viverista "AG Tuttle de Bababoo", Wisconsin (EE. UU.). No parece haber ningún registro de su parentesco. Otras dos manzanas similares con sabor a frambuesa existían a mediados del siglo XIX y fueron descritas por Charles Gibb en « "Russian Apples Imported by US Department of Agriculture in 1870" »: la 'Malinovskoe' cultivada en Novgorod (Rusia) y la otra encontrada en el área de San Petersburgo (Rusia).
'Liveland Raspberry' está cultivada en diversos bancos de germoplasma de cultivos vivos, tales como en National Fruit Collection (Colección Nacional de Fruta) de Reino Unido con el número de accesión: 1952-129 y Nombre Accesión : Lowland Raspberry.

## Progenie
'Liveland Raspberry' tiene en su progenie como Parental-Padre, a las nuevas variedades de manzana:
- Joyce
- Melba

## Características
'Liveland Raspberry' árbol de porte extenso, moderadamente vigoroso, erguido, y compacto, en forma de cúpula. Comienza a producir como un árbol joven, pero tiene tendencia a convertirse en bienal, necesita un aclareo anual para mantener el tamaño de la fruta. Resistente al invierno. Tiene un tiempo de floración que comienza a partir del 2 de mayo con el 10% de floración, para el 6 de mayo tiene una floración completa (80%), y para el 11 de mayo tiene un 90% de caída de pétalos.
'Liveland Raspberry' tiene una talla de fruto medio, que tiende a ser grande, con altura promedio de 52,62 mm y ancho promedio de 59,70 mm con forma redondeada a redondas cónicas y ligeramente angulares, a menudo de contorno irregular, con la corona de tipo débil, y las costillas medias; epidermis dura, con color de fondo amarillo verdoso madurando a marfil sobre el cual hay un patrón de rayas rojas jaspeadas en la cara expuesta al sol, ruginoso-"russeting" (pardeamiento áspero superficial que presentan algunas variedades) débil; cáliz de tamaño pequeño y cerrado en una cubeta abierta poco profunda que está ligeramente acanalada; pedúnculo de longitud medio y calibre medio, que se encuentra en una cavidad incrustado en una cavidad estrecha y profunda que suele estar con ruginoso-"russeting" con rayos que se extienden hacia el hombro; pulpa de color es blanca, a veces con manchas rojas debajo de la piel, con textura de grano fino, tierno y muy jugoso y aromático con un ligero sabor a frambuesa.
Su tiempo de recogida de cosecha se inicia a mediados de agosto. Algo agrio cuando se recolecta por primera vez, pero se suaviza con el almacenamiento. Se conserva bien un par de meses en cámara frigorífica.

## Usos
Se usa comúnmente como postre fresco de mesa buena manzana refrescante.

## Ploidismo
Diploide. Auto estéril. Grupo de polinización : B, Día de polinización: 6, Grado Brix: 12.

## Susceptibilidades
Resistente a la sarna del manzano, el moho y el tizón.